# Programme d'échange
Un programme d’échange est un programme dans le cadre duquel un jeune part en voyage dans un environnement plus ou moins encadré. On parle également de programme d’échange étudiant si un programme s’adresse aux étudiants.

## Exemples

### ONU
- Alliance des civilisations ;

### Europe
- Programmes Socrates : Erasmus, Erasmus+, Erasmus Mundus ;
- Deutscher Akademischer Austauschdienst (Allemagne) ;
- Youth For Understanding ;
- Programmes internationaux d'échanges (PIE) ;
- European project semester ;
- Programmes européens Leonardo da Vinci ;
- WEP
- JEV Langues
- Calvin Thomas
- ISPA

### Amérique du Nord
- TASSEP ;
- Quest International ;

#### Canada
- Jeunesse Canada Monde ;
- Katimavik ;
- Programmes d’échanges d’étudiants (PÉÉ) du bureau de coopération interuniversitaire (BCI — ex CREPUQ) ;
- YMCA ;

### Amérique du Sud
- Programmes FITEC : BRAFITEC (Brésil), ARFITEC (Argentine), MEXFITEC (Mexique), CHILFITEC (Chili) ;

### Afrique
- Programme Averroès (Maghreb) ;

### Asie
- Orhun Değişim Programı (Pays turciques)